# Économie du travail des artistes
L'économie du travail des artistes a pour objet l'étude des activités économiques (de production, d'échange, de vente, de don) de la catégorie sociale, anthropologique et historique des artistes, d'en décrire les mécanismes et les systèmes micro et macroéconomique (des comportements individuels ou envisagés dans leurs globalités).
À rebours d'une perception de l'artiste comme économiquement désintéressé, voire ne pratiquant que l'art pour l'art, ces auteurs sont ici considérés comme des travailleurs sur un marché du travail entendu comme lieu de rencontre avec des employeurs. Cette spécialité, à la croisée de l'économie du travail et de l'économie de la culture, analyse les réponses des artistes aux incitations économiques et institutionnelles, en plus des formes des contrats liant les artistes et les intermédiaires du marché de l'art (producteurs, agents littéraires, éditeurs, etc.).

## Un marché particulier
Le marché du travail des artistes présente en effet quatre caractères distinctifs:
- une distribution très déséquilibrée des gains, désignée sous le nom de star system, où un très faible nombre d'agents reçoivent une part très importante du total des rémunérations. Cette distribution se traduit par l'établissement de listes répertoriant les artistes les plus demandés (liste A) et de ceux qui le sont moins (liste B).
- un excès d'offre systématique : il y a toujours plus de personnes voulant gagner leur vie par une activité artistique que de demande.
- des gains non monétaires conduisant les agents sur ce marché à accepter des rémunérations nettement inférieures à celles que leur vaudrait ailleurs leur niveau de qualification.
- une non-séparation de l'artiste et de l'œuvre : les artistes sont intéressés dans l'image que leur production donne d'eux-mêmes.

De ce fait, la forme des rémunérations et des engagements sont assez nettement différents de ce qu'on observe dans l'économie du travail en général.
À cela s'ajoutent les spécificités des biens produit :
- personne ne sait :  il est très difficile, voire impossible de prédire la demande ou le succès que rencontrera un bien donné (livre, peinture, film).
- infinie diversité : contrairement à des biens comme les ordinateurs, qui peuvent être différenciés selon un nombre relativement faible de caractéristiques objectives, les biens culturels se différencient sur un nombre très important de variétés, multipliant ainsi la diversité des biens produits.

## Formations
Le problème essentiel des études artistiques est d'une part l'acquisition des compétences techniques nécessaires à l'art considéré, et d'autre part l'évaluation des étudiants dans une perspective de liste A/liste B prévalant dans leurs débouchés.
Une étude des années 1970 met en évidence la manière dont l'idéal romantique du créateur était inscrit dans la conception des études artistiques. Bien que l'étude ne permette pas de généraliser, les analyses de Françoise Benhamou sur le star-system contemporain indiquent que cette logique reste dominante. La logique en question est celle de la prééminence du talent, conçu comme inné sur la virtuosité technique.
Dans le cadre d'un cursus artistique, le talent s'exprime ainsi comme la capacité à exprimer des problèmes artistiques inédits et à les résoudre par des moyens originaux. 
Exemple : Un des problèmes artistiques de Mark Rothko était que le portrait, en ne donnant que l'apparence de l'individu, renseignait sur des caractères transitoires et ne donnait pas accès à ce qu'il voulait capturer, la sensation intime du modèle. Sa solution fut de peindre des portraits dépouillés de tout élément anecdotique, donnant accès à une sensation directe de l'étrangeté de l'autre. 
L'évaluation de la pertinence des problèmes et de l'originalité de la solution repose ainsi sur le jugement des pairs ou des formateurs, eux-mêmes artistes. Or, cette évaluation est différente de celle du public au sens large : Caves rapporte des expériences où deux jurys, un d'artistes et l'un de non-artistes, avaient à juger les mêmes travaux. Le premier jury favorisait l'originalité, le second la virtuosité technique dans un style connu. Ce système de formation incite donc tous les artistes à développer leur originalité au détriment du développement des compétences leur permettant de se garantir un emploi alternatif en cas d'échec. Cela entraîne donc un sur-investissement dans la recherche d'originalité et un sous-investissement dans le savoir-faire négociable. Néanmoins, l'analyse de ce système reste limitée par l'impossibilité de savoir dans quelle mesure un accent plus important mis sur le savoir-faire aurait des conséquences importantes en pertes d'œuvres originales.

## Contrats et partage du risque
La forme des contrats dans les industries culturelles est significativement différente de celle qui prévaut dans la majorité des secteurs de l'économie. Ainsi, la rémunération a le plus souvent pour base le partage des recettes sous forme de royalties, une fois couverts les coûts de production des différents acteurs. Le problème essentiel est la mise en relation d'acteurs artistiques, qui cherchent non seulement des revenus, mais aussi une exposition maximale de leur travail au public, et des acteurs répondant à une logique économique plus classique de maximisation de leurs revenus ou de ceux de leur entreprise.